# Francoise-Ambroise Sirand
Francoise-Ambroise Sirand, känd under sitt artistnamn Mademoiselle Ambroisine, född Acolet 21 januari 1811, i Paris, död 1882, var en belgisk ballerina.
Hon var dotter till Alexandre-Marie Acolet och Marie-Anguelique Monard och gifte sig 1836 med operasångaren Claude Sirand.
Hon gjorde sin debut i Paris vid åtta års ålder. Hon var sedan engagerad vid Theatre de la Porte Saint Martin och vid Theatre de Lyon innan hon år 1832 blev engagerad vid La Monnaie i Bryssel, där hon kvarblev till 1841. Sirand var teaterns premiärdansös och dess stora stjärna och medverkade i huvudroller i en rad av teaterns mest omtalade balettföreställningar under hela 1830-talet. Bland dem fanns La Calipe de Bagdad av Boieldieu mot Lucien Petipa 1833. 